# Пулсар
Пулсари су неутронске звезде пречника око 10 km, који емитује снопове електромагнетног зрачења из својих магнетних полова. Налазе се у почетним фазама своје еволуције као неутронске звезде. Пулсари изузетно брзо ротирају; најбржим пулсарима за један је окрет потребно тек око 3 . Милисекундним пулсарима се називају они који ротирају брже од 100 пута у секунди. PSR J1740-5340 се окрене чак 274 пута у секунди. Пулсари у правцу осе свог магнетног поља испуштају јако електромагнетно зрачење, најчешће у облику радио-таласа, мада зрачење може бити уочљиво и у другим деловима спектра. Услед ротације и уског снопа радио-таласа понаша се као свемирски светионик. Фреквенција пулсирања поклапа са фреквенцијом ротације пулсара.
Периоди пулсара их чине веома корисним оруђем за астрономе. Посматрања пулсара у систему бинарних неутронских звезда коришћена су да се индиректно потврди постојање гравитационог зрачења. Прве екстрасоларне планете откривене су око пулсара, PSR B1257+12 1992. Године 1983, откривени су одређени типови пулсара који су у то време премашивали тачност атомских сатова у мерењу времена.

## Историја посматрања

### Откриће
Пулсари су откривени у лето 1967. године од стране тада студенткиње постдипломке Џоселин Бел (енгл. Jocelyn Bell) и њеног ментора професора Ентонија Хјуиша (енгл. Antony Hewish). Док су проучавали помоћу радио-телескопа квазаре, уочили су сасвим необичан радио-извор. Тај извор је зрачио краткотрајне радио-импулсе на таласној дужини 3,7 m који су се строго периодично, сваких 1,33 секунде, понављали. Ускоро су била откривена још три таква иста извора, са другим, такође скоро секундним правилним периодима. Првобитно одбачено као радио интерференција од стране њеног надзорника и развијача телескопа, Ентони Хјуиша, чињеница да су се сигнали увек појављивали на истој деклинацији и ректасцензији убрзо је искључила земаљски извор. Дана 28. новембра 1967. Бел и Хјуиш су помоћу брзог снимача тракастих дијаграма решили сигнале као низ импулса, равномерно распоређених сваких 1,337 секунди. Ниједан астрономски објекат ове природе никада раније није примећен. Дана 21. децембра, Бел је открила други пулсар, поништивши спекулације да би то могли бити сигнали који су на Земљу зрачени од стране ванземаљске интелигенције.
Када су посматрања са другим телескопом потврдила емисију, елиминисали су било какве инструменталне ефекте. У овом тренутку, Бел је рекла за себе и Хјуиша да „нисмо заиста веровали да смо примили сигнале из друге цивилизације, али очигледно нам је та идеја пала на памет и нисмо имали доказ да је то потпуно природна радио емисија. То је интересантан проблем — ако неко мисли да је можда открио живот негде другде у универзуму, како одговорно објавити резултате?” Упркос томе, дали су надимак сигналу LGM-1, за „мале зелене људе” (енгл. little green men, разигран назив за интелигентна бића ванземаљског порекла).
Тек када је други пулсирајући извор откривен на другом делу неба, „LGM хипотеза“ је потпуно напуштена. Њихов пулсар је касније назван CP 1919, а сада је познат по бројним ознакама укључујући PSR B1919+21 и PSR J1921+2153. Иако CP 1919 емитује у радио таласним дужинама, касније су откривени пулсари који емитују у таласним дужинама видљиве светлости, рендгенским и гама зрацима.

Реч „пулсар” први пут се појавила у штампи 1968: 
| „ | „Потпуно нова врста звезде изашла је на видело 6. августа прошле године и астрономи су је назвали LGM (Little Green Men). Сада се сматра да је то нови тип између белог патуљка и неутронске [звезде]. Вероватно ће му бити дато име [улсар. Др А. Хјуиш ми је јуче рекао: '...сигуран сам да данас сваки радио телескоп гледа у пулсаре.' | ” |

Постојање неутронских звезда први су предложили Валтер Баде и Фриc Цвики 1934. године, када су тврдили да би мала, густа звезда која се састоји првенствено од неутрона, настала из супернове. На основу идеје о очувању магнетног флукса из магнетних звезда главног низа, Лодевијк Волтјер је 1964. предложио да такве неутронске звезде могу да садрже магнетна поља од 1014 to 1016 гауса (=1010 to 1012 тесла). Године 1967, непосредно пре открића пулсара, Франко Пачини је сугерисао да би ротирајућа неутронска звезда са магнетним пољем емитовала зрачење, и чак је приметио да се таква енергија може пумпати у остатак супернове око неутронске звезде, као што је Ракова маглина. Након открића првог пулсара, Томас Голд је независно предложио модел ротирајуће неутронске звезде сличан Пачинијевом, и експлицитно је тврдио да овај модел може да објасни пулсно зрачење које су приметили Бел Барнел и Хјуиш.
Године 1968, Ричард В. Е. Лавлејс је са сарадницима открио период {\displaystyle P\approx 33} ms пулсара Ракове маглине користећи Аресибо опсерваторију. Откриће пулсара Рака дало је потврду модела пулсара ротирајуће неутронске звезде. Период тог пулсара од 33 милисекунде био је прекратак да би био у складу са другим предложеним моделима за емисију пулсара. Штавише, пулсар Рак је назван тако јер се налази у центру Ракове маглине, у складу са предвиђањем Бадеа и Цвикија из 1933. године. Године 1974, Антони Хјуиш и Мартин Рајл, који су развили револуционарне радио-телескопе, постали су први астрономи који су добили Нобелову награду за физику, а Краљевска шведска академија наука је истакла да је Хјуиш одиграо „одлучујућу улогу у откривању пулсара“. Значајне контроверзе су повезане са чињеницом да је Хјуиш добио награду, док Белова, која је до првобитног открића дошла док је била његов докторант, није. Белова не изражава горчину по овом питању, подржавајући одлуку одбора за Нобелову награду.

## Теорија
Зрачење пулсара се објашњава као сноп зрачења који се усмери према Сунчевом систему, једанпут после сваке ротације неутронске звезде. Овакав ротирајући сноп се објашњава неподударањем осе ротације и осе магнетног поља пулсара. Зрачење које примимо одашиљу магнетни полови пулсара у правцу осе магнетног поља. Како магнетни полови такође ротирају, ако се Земља нађе у једном тренутку у правцу осе магнетног поља, ми ћемо примити то зрачење и видети пулсар.
Вероватноћа да се Земља нађе у таквом положају није велика. Што значи да постоје многе неутронске звезде које ми не видимо као пулсаре, јер се њихова оса магнетног поља ни у једном тренутку не нађе у нашем правцу. Што значи да је сваки пулсар и неутронска звезда, али није свака неутронска звезда пулсар, јер за то је потребно и да испушта зрачење у правцу Сунчевог система.
Извор енергије овог зрачења је ротациона енергија пулсара. Електрони услед јаког магнетног поља се крећу спирално у односну на линије силе поља и добијају велике брзине, чак брзине близу брзине светлости. При тако великим брзинама електрон ослободи фотон икс или гама зрака на рачун своје кинетичке енергије и самим тим успори (ово зрачење је познато као синхротронско зрачење). Што значи да се енергија губи временом услед зрачења, тј. да пулсари полако успоравају и смањују брзину ротације. Милисекундни, који су најбржи тренутно познати пулсари су вероватно убрзани кад им се повећао угаони момент услед прилива нове материје на њих. Највероватније су они чланови двојног система са црвеним џином чија материја полако пада на површину пулсара и убрзава га до више од стотину ротација у секунди.
Магнетно поље једног пулсара је око 100 милијарди пута јаче од Земљиног магнетног поља.
Око једног пулсара је откривена прва вансоларна планета. Касније се видело да постојање планете око пулсара није толико ретко.